# Maciej Olczyk (polityk)
Maciej Olczyk (ur. 10 października 1933 w Krakowie, zm. 27 października 1995) – polski działacz partyjny i państwowy, były I sekretarz Komitetu Powiatowego w Słubicach, w 1975 wicewojewoda zielonogórski.

## Życiorys
Syn Antoniego i Marii. Kształcił się w Wyższej Szkole Nauk Społecznych przy KC PZPR (1965–1968) i Akademii Nauk Społecznych przy KC KPZR w Moskwie (1981–1983). Od 1952 do 1956 był instruktorem w zarządzie wojewódzkim Związku Młodzieży Polskiej w Zielonej Górze.
W 1951 wstąpił do Polskiej Zjednoczonej Partii Robotniczej. Od 1960 był kolejno instruktorem i starszym instruktorem w Komitecie Wojewódzkim PZPR w Zielonej Górze, a od 1968 do 1970 sekretarzem ds. ekonomicznych tamże. W latach 1970–1975 I sekretarz Komitetu Powiatowego PZPR w Słubicach. Od 1 lutego do 30 czerwca 1975 pełnił funkcję wicewojewody zielonogórskiego (początkowo w „dużym”, a od czerwca w „małym” województwie). W latach 1975–1981 sekretarz ds. rolnictwa w Komitecie Wojewódzkim PZPR w Gorzowie Wielkopolskim, a od 1983 do 1987 kierownik Rejonowego Ośrodka Pracy Partyjnej w Strzelcach Krajeńskich. Później został m.in. prezesem Gopegeer sp. z o.o. w Baczynie oraz Związku Przedsiębiorców i Pracodawców Rolnych w Gorzowie Wielkopolskim.